# マンハッタンの6人
「マンハッタンの6人」（原題: "The Pilot"、または "The One Where It All Began"、"The One Where Monica Gets a Roommate"、"The First One"[a]）は、アメリカ合衆国のシチュエーション・コメディシリーズ『フレンズ』のシリーズ初回であり、1994年9月22日にNBCで放送された。脚本はシリーズ発案者のデヴィッド・クレーンとマルタ・カウフマン、監督はジェームズ・バロウズが務めた。エピソードではニューヨークで暮らす6人の友人たちが紹介され、モニカ（コートニー・コックス）はワインセールスマンの男と初めてのデートで寝た後に彼の手口を知り、兄のロス（デヴィッド・シュワイマー）はレズビアンが発覚した元妻がアパートから出て行って落ち込み、モニカの旧友のレイチェル（ジェニファー・アニストン）は結婚式から逃げ出した末にモニカの部屋に転がり込み、他の友人のジョーイ（マット・ルブランク）、チャンドラー・ビング（マシュー・ペリー）、フィービー（リサ・クドロー）が彼らに助言をする。
クレーンとカウフマンは1993年12月にNBC局にオリジナルのアイデアを売り込んだ。NBCはそれを気に入り、1994年3月に提出された完成した脚本を発注した。脚本の完成前より6人の主人公のキャスティングは始まり、各役それぞれ75人がオーディションを受けた。収録は1994年5月4日にカリフォルニア州バーバンクのワーナー・ブラザースのスタジオで行われた。エピソードの編集後、エグゼクティブ・プロデューサーのケヴィン・S・ブライトはNBCのスケジュール発表2日前となる5月11日に同局に提出した。完成したパイロット版に満足したNBCは第1シーズンとしてさらに12話分を発注した。視聴者数は2200万人に達し、同週で15番目に視聴された番組となった。

## プロット
ポールという「ワイン・ガイ」とのデートの約束をしたモニカ・ゲラーはコーヒーショップのセントラル・パークで友人のフィービー・ブッフェ、チャンドラー・ビング、ジョーイ・トリビアーニにからかわれる。モニカの兄のロス・ゲラ―は最近レズビアンに目覚めて離婚することとなった元妻キャロルがアパートを出て行くため激怒しながらコーヒーショップに現れる。その後さらにウェディングドレスを来た若い女性が駆け込み、モニカは彼女が高校時代の親友のレイチェル・グリーンであることに気付く。レイチェルは婚約者を式場に残して逃げてきたことを明かし、モニカは彼女を友人たちに紹介する。レイチェルの父親が彼女の金銭的な援助を止めるとモニカは渋々ながら彼女を新しいルームメイトとして迎え入れる。
一方でジョーイとチャンドラーはロスを慰めながら新しい家具の組み立てを手伝う。ロスは自分に「ふさわしい」女性が他にもいるかもしれないと考え始める。モニカはポールと初めてのデートに行き、彼が良識のある人物であると思い込むが、同僚の話から彼は女遊びが激しいことを知らされ、彼との交際を終わらせる。レイチェルは寝る前にロスと話し、彼は高校時代に彼女に片想いしていたことを明かし、彼女はそれを知っていたと言う。彼はレイチェルをいつかデートに誘うかもしれないというアイデアを伝え、そして新たな希望の始まりを感じつつ彼女の部屋を去る。
最後の場面で一同はセントラルパークでコーヒーを飲んでおり、そしてレイチェルがコーヒーショップで働き始めたことが明らかとなる。

## 製作

### 構想
企画・脚本のデヴィッド・クレーンとマルタ・カウフマンはケーブルテレビシリーズ『Dream On』の脚本家としてテレビ業界で知られていた。2人にとって2つ目のシリーズとなる『Family Album』は1993年秋シーズンにCBSで始まったが、6話で打ち切られた。1993年11月、彼らはワーナー・ブラザーズ・テレビジョンのオフィスで3つの新しいパイロット版の企画を始め、1994年秋に開始可能となった。『Dream On』でハリウッドに影響力を持った際に彼らはアイデアの1つをNBCに提出することを目指し、彼らはニューヨークに住む6人の友人を描いた『Insomnia Cafe』[a]を1993年12月に同局に7ページのトリートメントとして売り込んだ。
「それはセックス、愛、人間関係、キャリア、すべてが可能になるあなたの人生の時間についてのものだ。そしてあなたが独身で街に居るとき、あなたの友人はあなたの家族になるのだから、友情についてでもある。」
— クレーンとカウフマンによる『Insomnia Cafe』の初期構想の一部
NBCはそれをプット・パイロットとして購入したため、すなわちそれはパイロット版の撮影がされなかった場合には彼らには違約金が課せられるリスクをもたらしていた。彼らのキャラクターがどのように振る舞うかを探求するため、カウフマンは自分の子供のベビーシッターである20代の数人にインタビューを行った。彼女とクレーンは3日で脚本を書き上げた。監督には『チアーズ』で知られるジェームズ・バロウズが雇われた。彼は脚本を気に入っていたが、ジョーイには元々チャンドラーに書かれていたのと同様に、「少し馬鹿な感じ」にすることを求めた。脚本は1994年3月に完成したが、それ以前に8行のキャラクターの企画書がロサンゼルス、ニューヨーク、シカゴの俳優エージェンシーに送られていた。

### キャスティング
各役柄には1000人の俳優が募集に応じたが、そのうちキャスティングディレクターのもとに呼ばれたのは75人だけであった。そこから選ばれた人々はクレーン、カウフマン、そして彼らの製作パートナーであるケヴィン・S・ブライトの前で再度台本を読んだ。3月末は候補者は各役柄につき3人または4人までに絞り込まれ、彼らはワーナー・ブラザース・テレビジョン社長のレス・ムーンヴズの前で台本を読んだ。最初にキャストとなったのはデヴィッド・シュワイマーであった。シュワイマーはエージェントにオーディションを持ちかけられた際にはシカゴで『巨匠とマルガリータ』の舞台に取り組んでいる最中であった。彼は『Monty』での苦い経験のためにテレビ作品への出演には消極的であったが、アンサンブルの脚本であることを知ると考えを変えた。彼は知らなかったが、クレーンとカウフマンは以前のパイロット版のオーディションを受けた時から彼を覚えており、彼らはシュワイマーが演じることを念頭に置いてロスのキャラクター性の一部を作り上げた。またロス役のオーディションはエリック・マコーマックも受けていた。彼は後にシットコム『ふたりは友達? ウィル&グレイス』の主人公ウィル・トゥルーマンで知名度を上げた。

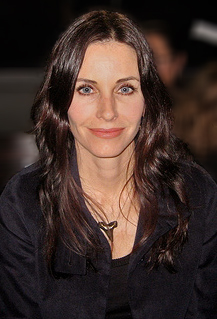
モニカ役のコートニー・コックス。

コートニー・コックスは6人の主演俳優の中で最も知名度があった。当初彼女はレイチェル役に構想されていたが、脚本を読んだコックスはモニカの方が適していると感じた。代わりにモニカの台本を読んだ後、彼女はその役割を勝ち取った。またこの役のオーディションはナンシー・マッケオンも受けていた。一方でジェニファー・アニストンは当初モニカ役に考えられ、その後レイチェルのパートを読んだ。当時の彼女はCBSのテレビシリーズ『Muddling Through』との契約を先に結んでおり、『フレンズ』は2番目であった。CBSの番組はNBCが『フレンズ』のグリーンライトの可否が発表される1994年半ば時点で放送スケジュールが確定しておらず、もしCBSがアニストンとの契約を続行した場合、『フレンズ』はレイチェル役のキャスティングをやり直さなければならなかった。そのような状況にもかかわらず、アニストンは『フレンズ』の最初のオーディションから3日以内に役を勝ち取った。これはNBCエンターテインメント社長のウォーレン・リトルフィールドが『Muddling Through』の打ち切りを予想していたためである。クレーンとカウフマンはジョーイが「女性、スポーツ、女性、ニューヨーク、女性」を愛する「ガイズ・ガイ」になることを望んでいた。俳優たちは「スプーンをつかむ」の場面を使ってオーディションを受け、その多くが「胸を多く見せつける」というキャラクターで演じた。ジョーイのキャラクターは脚本の中であまり開発されていなかったため、マット・ルブランクは『Vinnie & Bobby』の「このイタリア系の、頭の鈍いキャラクター」を演じた経験をそのまま使った。彼は少なくとも8回このパートでオーディションを受け、最後の1回ではアニストンとコックスと共に読み合わせを行った。
チャンドラーとフィービーはもともとは他の4人の周辺にユーモアを提供するための補助的なキャラクターとして書かれており、マシュー・ペリーはパイロット版脚本のチャンドラーを「他人の生活の観察者」と説明した。2人はキャスティングが完了するまでに中核グループの一部となった。クレーンはキャラクター資料で「滑稽でドライな男」と説明されているチャンドラーの役が最も簡単にキャスティングできると信じていたが、後にその当初の見立てよりも難しいことが判明した。ペリーは『Dream On』のエピソードでクレーンとカウフマンと働いたことがあり、彼はそのキャラクターと同一視してオーディションを要求した。彼は空港の手荷物受け取り員に関するパイロット版『LAX 2194』のキャストであったために辞退した。しかしながら『フレンズ』のプロデューサーが『LAX 2194』を視聴した後、シリーズ化はしないことが明らかとなったためペリーはオーディションを受けた。彼はキャスティング期間の終了間近になって脚本を読み、1週間のうちに役を獲得した。ペリー以前にはクレイグ・ビアーコがこの役に選ばれていた。ビアーコはペリーの友人であり、ペリーはオーディションで彼を指導し、チャンドラーのキャラクターがどのようなものであるかを知る手助けをした。ジョン・クライヤーもまたこの役のオーディションを受けていた。彼はロンドンで活動しており、イギリスのキャスティングディレクターの前で脚本を読んだが、彼のオーディションテープは選考の期限までにワーナー・ブラザース社に到着しなかった。
フィービーの脚本を読んだ女優の多くは「ベルボトムと変な靴と鼻輪」を身につけてオーディションに臨んだ。この役のオーディションはキャシー・グリフィンとジェーン・リンチが受けていたが、最終的にプロデューサーが『あなたにムチュー』のウエイトレスのアースラを気に入っていたためにそれを演じていたリサ・クドローに決定した[c]。彼女は2番目にキャスティングされたが彼女とシュワイマーの契約締結には1ヶ月の開きがあった。ムーンヴズが見た俳優の多くはコメディの演技において「あまりにも演劇的」であり、クレーンは決定した6人の俳優が自分の役柄を「捕まえた」唯一の人間だったと説明した。6人の俳優は1994年4月28日に読み合わせで初めて集合した。パイロット版にはジョン・アレン・ネルソンとクレア・ルイスがモニカのデート相手のポールと同僚のフラニー役でゲスト出演した。またセントラルパークのウエイトレス役でシンシア・マンが出演した[d]。

### 撮影

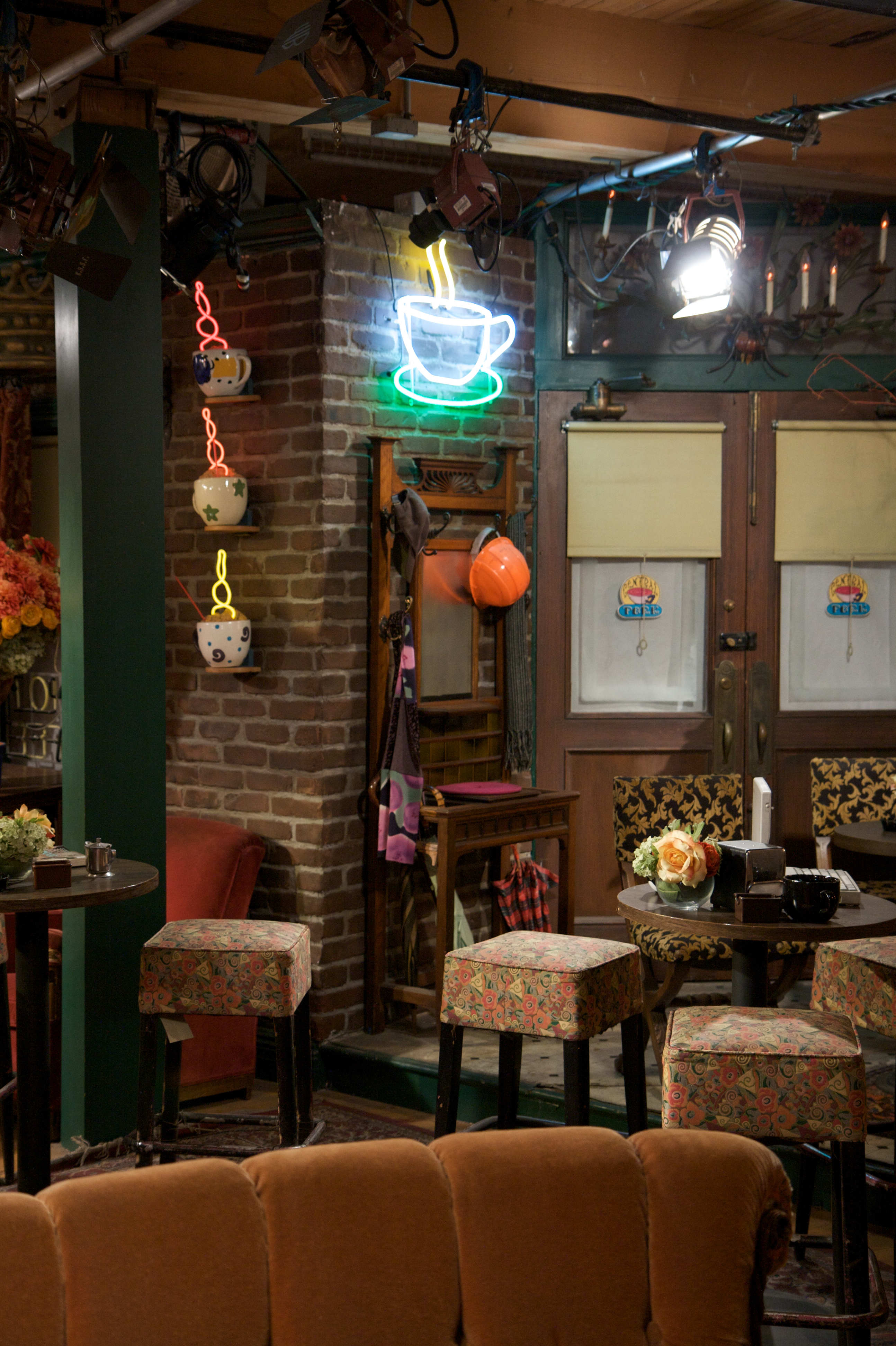
エピソードの多くの場面が撮影されたセントラル・パークのセット。

収録2日前となる5月2日にリハーサルが行われた。リハーサルを見たNBC幹部の一部はモニカがポールとの最初のデートであっさり寝ることを気にかけていた。NBC西海岸支部社長のドン・オールメイヤーは視聴者が彼女を「尻軽女」とみなすに違いないと考えていた。クレーン、カウフマン、ワーナー・ブラザース幹部らはその意見に反対し、番組を支持するためリハーサルを見た他の人々を調査した。観客は彼らに同調したが、彼らはコミッションを失った場合に備えてNBCの懸念事項を考慮しなければならず、彼らはポール気にかけていることを示すモニカの台詞の一部を書き直した。またNBCはネットワークの規定違反の可能性があるために、不能のふりをするポールが勃起していることを暗示する場面の削除を望んだ。クレーンとカウフマンは場面を書き直し、「スマートで繊細」となった新しいバージョンが好ましいことを発見した。さらにNBCはパイロット版の3つのストーリーラインのうち2つをサブプロット扱いしたがったが、脚本家は3つ全てが同じ重みを持たなければならないと確信していた。また彼らは「ミスター・ポテトヘッド」の台詞をカットしないことを支持した。最終的な脚本は5月3日に完成した。
エピソードの収録は5月4日にカリフォルニア州バーバンクのワーナー・ブラザースのスタジオで行われた。合計で8時間（4大のカメラでそれぞれ2時間）の素材映像が撮影され、ブライトの監修の下で22分に編集された。ブライトは秋のスケジュール発表の72時間前の5月10日NBCに提出した。NBCはブライトにさらなる編集を命じ、5月11日午前1時に完了した。5月12日、NBCは完成したパイロット版をフォーカスグループ相手に試写を行った。ネットワークは5月13日に秋のスケジュールを発表し、第1シーズンとして追加で12話を発注した。クレーンとカウフマンはシリーズ参加を望む脚本からのエージェントからの電話をすぐに受けた。

## 評価
エピソードは1994年9月22日午後8時30分から9時（EST）の枠でNBCで放送された。エピソードはその週で15番目に多く視聴された番組となり、ニールセン・レイティングは14.7/23、視聴者数は約2200万人と発表された。

## 関連文献
- "A Failing Grade For 'Friends'". The Smoking Gun (May 12, 2004)—An NBC audience research report, dated May 27, 1994